# Trimma woutsi
Trimma woutsi es una especie de peces de la familia de los Gobiidae en el orden de los Perciformes.

## Hábitat
Es un pez de Mar y de clima tropical que vive hasta los 2-9 m de profundidad.

## Distribución geográfica
Se encuentran en las Islas Marquesas.

## Observaciones
Es inofensivo para los humanos.